# Muerte y funeral de Estado de Hugo Chávez
El fallecimiento del presidente de Venezuela Hugo Chávez fue anunciado que tuvo lugar a las 16:25 hora local (20:55 UTC) del martes 5 de marzo de 2013 en el Hospital Militar Dr. Carlos Arvelo de la ciudad de Caracas, sitio en el cual se encontraba recibiendo tratamiento médico para poder aliviar una infección respiratoria contraída durante la última intervención quirúrgica que se le practicó para combatir un cáncer que lo aquejaba, tras estar casi tres meses internado en el Centro de Investigaciones Médico Quirúrgicas (CIMEQ) de La Habana (Cuba).
El canciller de Venezuela, Elías Jaua, confirmó oficialmente que el vicepresidente Nicolás Maduro —ante la falta absoluta del presidente Hugo Chávez— asumió la presidencia de manera interina. Al día siguiente de su fallecimiento, los restos mortales de Chávez fueron trasladados a la sede de la Universidad Militar Bolivariana de Venezuela (UMBV), donde se instaló inmediatamente en la capilla ardiente. En tanto, el funeral de Estado se programó para el viernes 8 de marzo, día en que Maduro asumió el cargo formalmente.

## Enfermedad y muerte
A Hugo Chávez le fue diagnosticado un cáncer en 2011, mientras que en 2012, tras las elecciones presidenciales del mes de octubre, fue trasladado en avión a Cuba para recibir tratamiento médico. Tras una operación quirúrgica en diciembre de ese año, su salud se complicó y en febrero de 2013 regresó a Venezuela y se internó en un hospital del ejército en Caracas. 
Nicolás Maduro anunció el fallecimiento de Chávez en la televisión estatal. Entre los anuncios que Maduro hizo destacan: «Chávez murió a las 4:25 p.m.». Maduro también confesó: «Nos encontrábamos recibiendo parte con su hija y familiares, cuando recibimos la información más dura y trágica que podamos ofrecer». Agregó que la policía y las tropas se desplegarían en todo el país «para garantizar la paz». Horas después del anuncio de la muerte presidencial, Maduro declaró que no tenía «ninguna duda» de que «los enemigos históricos de nuestra patria» estaban detrás de la enfermedad de Chávez y su muerte. El ministro de Defensa Diego Morelo Bellavia dijo que las fuerzas armadas siguen siendo leales al vicepresidente y el parlamento, y exhortó a la población a mantener la calma.
Finalmente, en un comunicado de prensa oficial del jefe de la guardia presidencial, el general de brigada José Adelino Ornela Ferreira, emitido dos días después de su fallecimiento, se dijo que el deceso fue a consecuencia de un infarto fulminante en medio de una ardua batalla de casi dos años contra el cáncer.
Se observaron once días de duelo nacional, lo que implicó que en todos los edificios públicos, civiles y militares, se ondeara la bandera del país a media asta y se prohibieron las festividades y celebraciones; también se prohibió el porte de armas y la venta de bebidas alcohólicas.

## Teorías de fecha de fallecimiento
Existen hipótesis de que el presidente Chávez murió en La Habana antes de la fecha oficialmente anunciada, pero ninguna de estas versiones ha sido confirmada o demostrada. En una entrevista, la fiscal general Luisa Ortega Díaz afirma que el 28 de diciembre de 2012, mientras se encontraba fuera del país, recibió una llamada de Diosdado Cabello pidiéndole que regresara a Venezuela porque Chávez había fallecido, pero que mientras compraba los pasajes de regreso al país, recibe otra llamada de Cabello para decirle que no había muerto. En una declaración en enero de 2015, el segundo oficial al mando de la guardia del Presidente Chávez, el capitán de corbeta Leamsy Salazar afirmó que el mandatario falleció a las 17:32 del 30 de diciembre de 2012 en La Habana y que llegó muerto a Caracas, versión que había sido mencionada antes por diversos políticos. Sin embargo, el gobierno venezolano posteriormente presentó fotografías de Chávez el 15 de febrero de 2013 leyendo el diario cubano Granma junto a sus hijas mayores Rosa Virginia y María Gabriela.
El 16 de diciembre de 2016, Euzenando Azevedo, quien era presidente de Odebrecht en Venezuela y además enlace entre los altos miembros del gobierno de Chávez y Odebrecht, declaró en tribunales de Brasil en relación con la Operación Autolavado que Chávez murió en Cuba y no en Venezuela.

"Él anunció (Hugo Chávez) en cadena de radio y televisión que si le pasaba algo en su último viaje a Cuba eligieran al entonces vicepresidente de la República (Nicolás Maduro) como su sustituto, viaje del cual no regresó"
Euzenando Azevedo

Rumores acerca de cambios de ataúd en su traslado a Caracas, posible uso de una réplica de cera de Chávez, declaraciones de embalsamadores que viajaron a Cuba, y supuestas reacciones de quienes vieron de cerca el rostro del presidente fallecido, apoyan estas ideas.

## Reacciones

### Nacionales

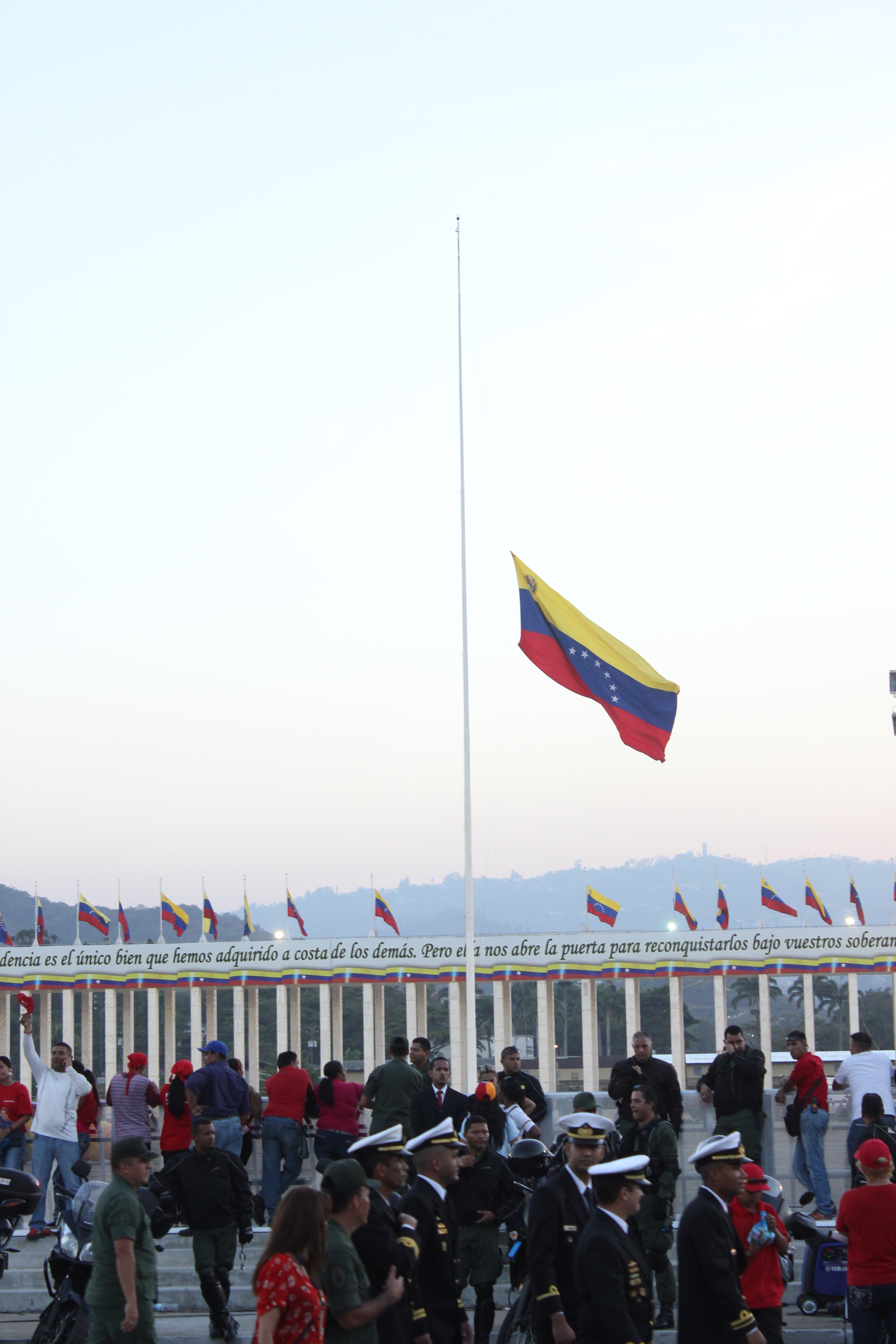
Bandera de Venezuela a media asta en señal de luto por la muerte del presidente Chávez

Después del fallecimiento del presidente Hugo Chávez en la asamblea General de las Naciones Unidas se inicia un homenaje al fallecido presidente comenzando con un minuto de silencio y luego con locuciones de representantes de varios países del mundo, así, El presidente de la Asamblea General de las Naciones Unidas, Vuk Jeremić, destacó que Hugo Chávez será recordado en la historia por "su forma de brindar apoyo a los pueblos que lo necesitaron" y el secretario General de las Naciones Unidas, Ban Ki-moon, destacó que el presidente venezolano "dio una fuerte batalla por lograr la unidad en Venezuela y en los países latinoamericanos".
La noticia del deceso del presidente Chávez fue divulgada por los diferentes medios de comunicación, y en Twitter estuvo entre las 10 primeras tendencias (TT) a nivel mundial. En Venezuela, miles de personas se reunieron en las calles de Caracas y en todo el país. Muchos lloraron y se abrazaron en sitios públicos conmocionados por la noticia. Sin embargo se informó de incidentes de violencia tras el anuncio de la muerte de Chávez, como la quema de tiendas de campaña en las que protestaban estudiantes, así como la agresión a una periodista y camarógrafo de RCN que se dirigieron a las afueras del Hospital Militar para cubrir la noticia.
Diversas personalidades de Venezuela y el mundo dieron a conocer su sentir respecto al fallecimiento presidencial. Desde Estados Unidos, Michael Moore, Sean Penn, Danny Glover  estuvieron entre las personalidades que expresaron vía electrónica el pésame a la familia del mandatario nacional de la República, así como también al resto de la nación venezolana. Sin embargo hubo algunas celebridades que sobresalieron por sus mensajes, como la cantante María Conchita Alonso que manifestó con honestidad su beneplácito y felicidad por la muerte del líder venezolano y dijo que ni siquiera le daría el pésame a su madre, lo que motivó duras críticas e insultos en las redes sociales en contra de la cantante. El exilio venezolano en Miami celebró el fallecimiento.
En el primer aniversario de la muerte de Chávez, el 6 de marzo de 2014, decenas de miles de sus partidarios marcharon por ciudades de toda Venezuela. Esto ocurrió en el contexto de las protestas en Venezuela de 2014 con manifestaciones a favor y en contra del gobierno.

### Internacional
En el plano internacional destacaron los gobiernos de Bolivia, y Nicaragua que decretaron siete días de duelo nacional; los gobiernos de Argentina, Cuba, Ecuador, Brasil, la República Dominicana, Haití, Bielorrusia, Chile, Uruguay y Perú también ordenaron que se observara tres días de luto, en tanto que en Irán se guardó un día de luto, al igual que en El Salvador.

## Ceremonia fúnebre

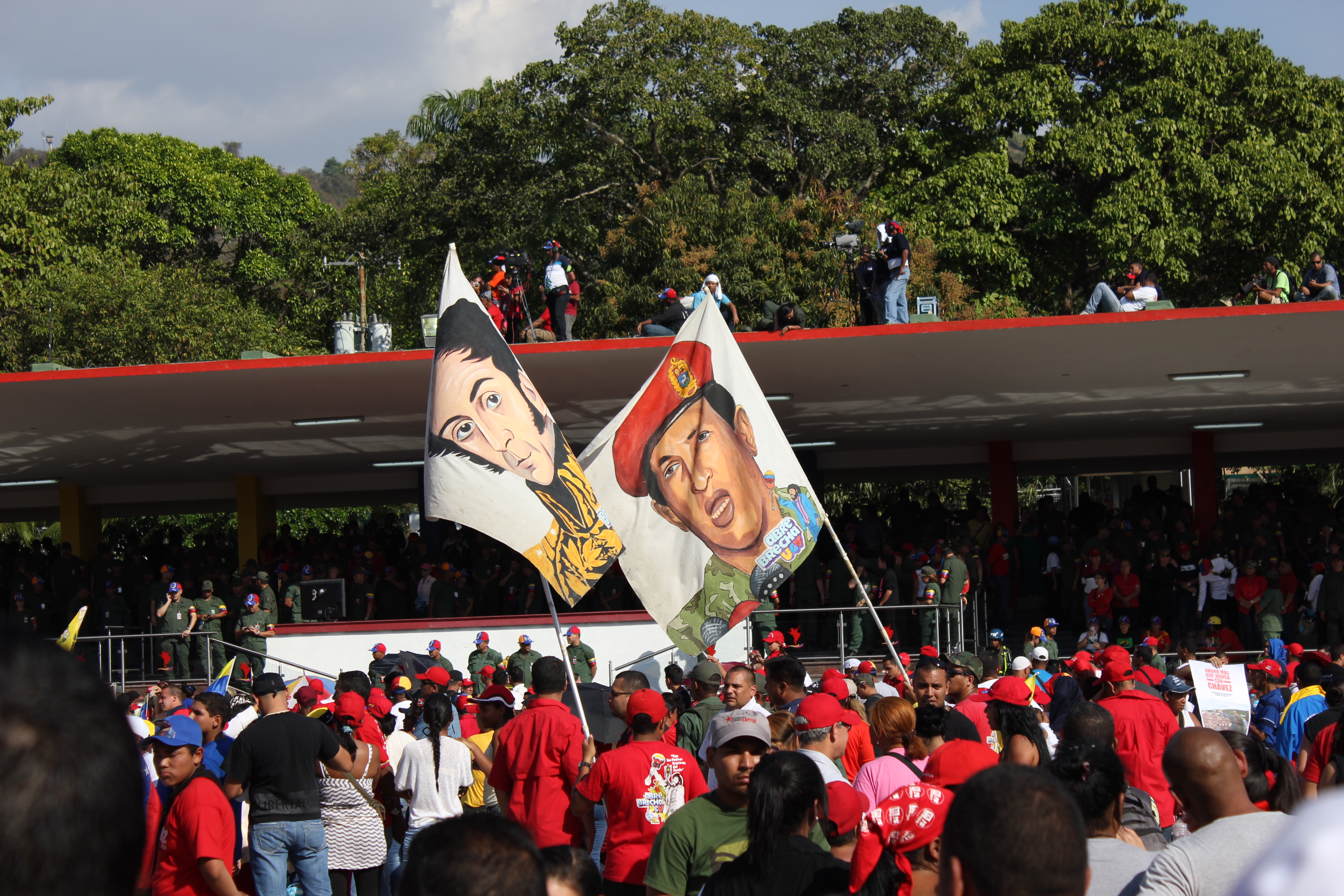
Cortejo fúnebre de Hugo Chávez, por el Paseo Los Próceres (Caracas).

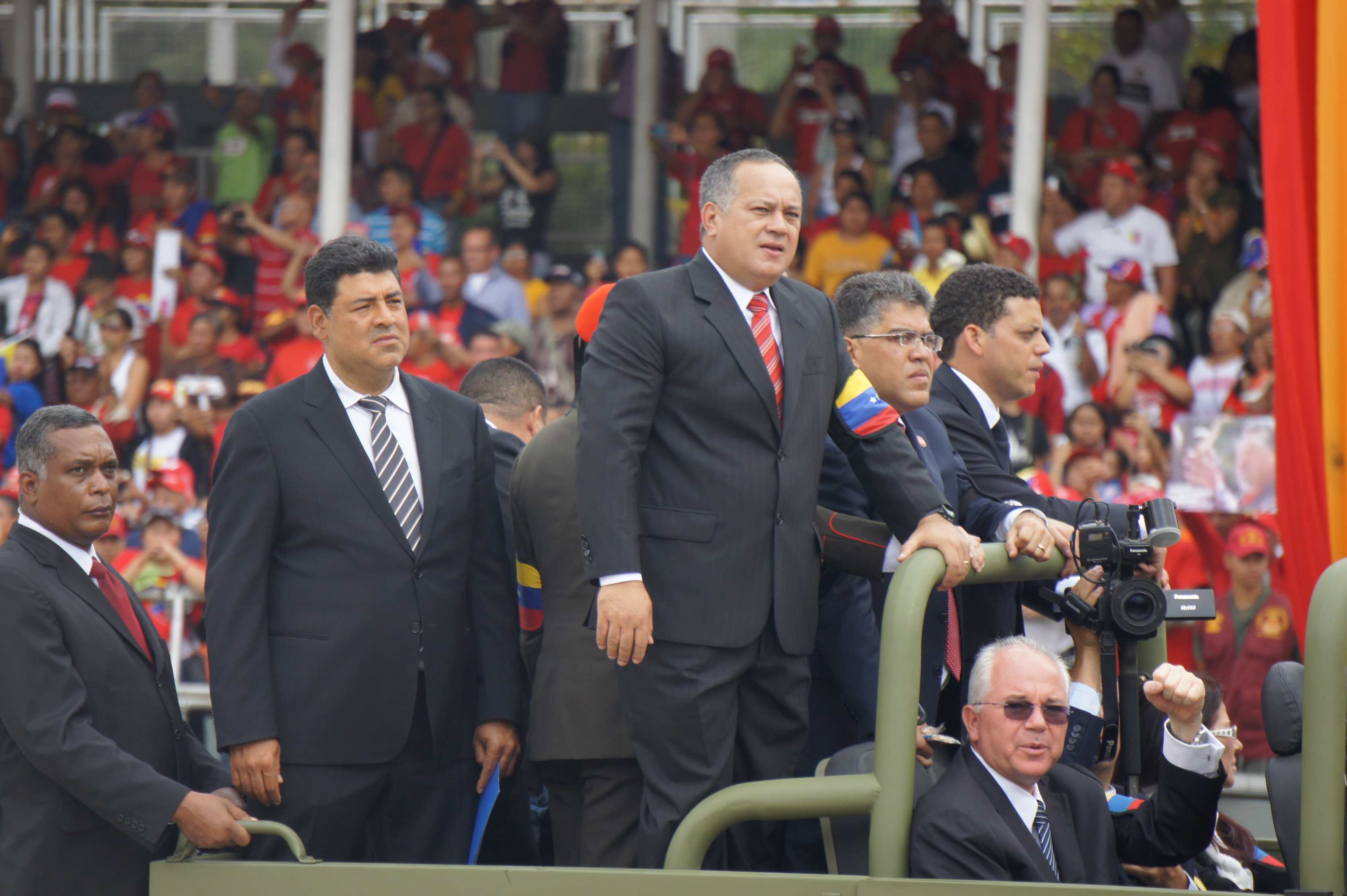
Diosdado Cabello, Elías Jaua, Rafael Ramírez, entre otros funcionarios del gobierno de Chávez durante la marcha fúnebre.

La capilla ardiente fue instalada el 6 de marzo y el funeral de Estado comenzó el viernes 8 de marzo en la Academia Militar del Ejército Bolivariano en Caracas. Se realizó una marcha fúnebre que fue acompañada por venezolanos durante siete horas, que recorrió trece kilómetros desde las instalaciones del Hospital Militar Doctor Carlos Arvelo, en la avenida San Martín, hacia la Academia Militar, en Los Próceres. Durante la marcha los ciudadanos lanzaron flores, banderas y gorras venezolanas y camisetas alusivas a Chávez.
En primera instancia hubo incertidumbre por el lugar en donde serían depositados los restos mortales de líder revolucionario Hugo Chávez. Nicolás Maduro anunció que el Gobierno tomó la decisión de mantener los restos del presidente Chávez en la capilla ardiente siete días más, además dio el anuncio de que Chávez será embalsamado y expuesto en el Cuartel de la Montaña, antiguo Museo Histórico Militar. Sin embargo, científicos alemanes y rusos llegados a Venezuela confirmaron que sería difícil embalsamarlo, ya que el proceso debió comenzarse después que Chávez falleció. Maduro, en la apertura de la Feria Internacional del Libro, anunció que la idea de embalsamarlo surgió «producto del amor». Finalmente los restos de Chávez fueron enterrados en el Cuartel de la Montaña (anteriormente Museo Histórico Militar) en la parroquia 23 de enero, en una obra arquitectónica del artista Fruto Vivas denominada La Flor de los Cuatro Elementos.
Al funeral del mandatario venezolano asistieron diversas personalidades, como el fundador del Sistema de Orquestas de Venezuela, José Antonio Abreu; el piloto de Fórmula 1, Pastor Maldonado; el esgrimista Rubén Limardo, medallista de oro en los Juegos Olímpicos de Londres 2012; los exbeisbolistas de la MLB Carlos Guillén, Magglio Ordóñez y Sammy Sosa; el roquero y ex-actor de doblaje Paul Gillman, el presentador de televisión Winston Vallenilla; el director de la Orquesta Filarmónica de Los Ángeles, Gustavo Dudamel; los cantantes Chyno Miranda, Reynaldo Armas, Oscarcito, Omar Acedo, El Potro Álvarez, Los Cadillac's y Cecilia Todd; el actor Manuel "Coko" Sosa; el grupo musical cubano Buena Fe (dúo); los compositores cubanos Leo Brouwer y Juan Formell; el escritor cubano Abel Prieto; el cantante mexicano Pablo Montero y el actor estadounidense Sean Penn.

### Dignatarios extranjeros que asistieron a las exequias fúnebres

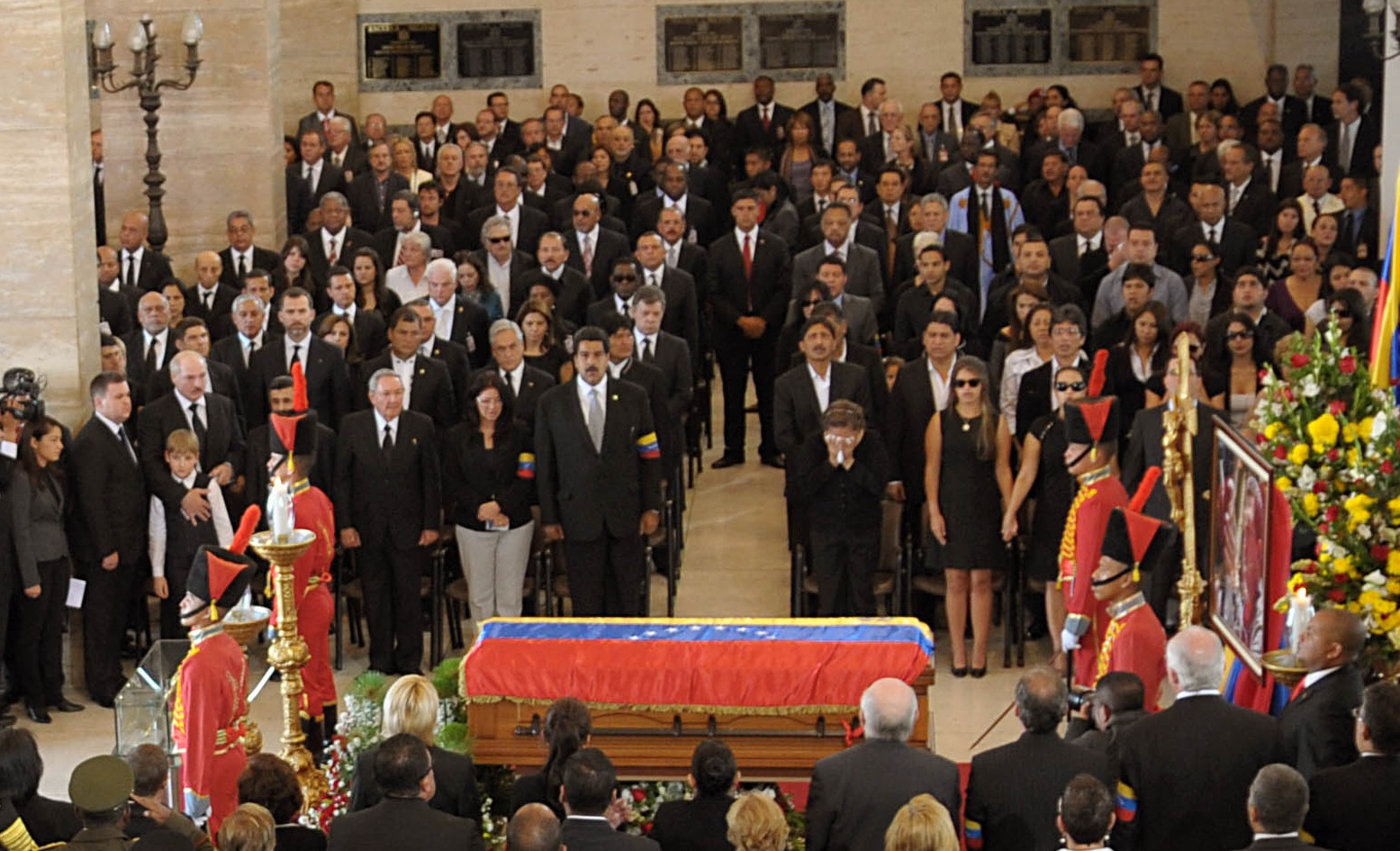
Dignatarios extranjeros, familiares de Chávez y funcionarios del gobierno reunidos alrededor del ataúd de Chávez.

Al funeral asistieron 23 jefes de Estado, 10 jefes de gobierno, un príncipe heredero, 2 primeras damas, 23 representantes gubernamentales, 5 líderes multilaterales, 4 ministros de Relaciones Exteriores y 4 expresidentes. En total, 50 países estuvieron representados en el evento.
| Jefes de Estado y Jefes de Gobierno     |                                                                                                  |                                                    |
| País                                    | Rango                                                                                            | Nombre                                             |
| Antigua y Barbuda                       | Primer Ministro                                                                                  | Baldwin Spencer                                    |
| Argentina                               | Presidenta                                                                                       | Cristina Fernández de Kirchner                     |
| Aruba                                   | Primer Ministro                                                                                  | Michiel Godfried Eman                              |
| Bielorrusia                             | Presidente                                                                                       | Alexander Lukashenko                               |
| Bolivia                                 | Presidente                                                                                       | Evo Morales                                        |
| Brasil                                  | Presidenta                                                                                       | Dilma Rousseff                                     |
| Chile                                   | Presidente                                                                                       | Sebastián Piñera                                   |
| Colombia                                | Presidente                                                                                       | Juan Manuel Santos                                 |
| Costa Rica                              | Presidente                                                                                       | Laura Chinchilla                                   |
| Cuba                                    | Presidente                                                                                       | Raúl Castro                                        |
| Curaçao                                 | Primer Ministro                                                                                  | Daniel Hodge                                       |
| Dominica                                | Primer Ministro                                                                                  | Roosevelt Skerrit                                  |
| República Dominicana                    | Presidente                                                                                       | Danilo Medina                                      |
| Ecuador                                 | Presidente                                                                                       | Rafael Correa                                      |
| El Salvador                             | Presidente                                                                                       | Mauricio Funes                                     |
| Guinea Ecuatorial                       | Presidente                                                                                       | Teodoro Obiang                                     |
| Guatemala                               | Presidente                                                                                       | Otto Pérez Molina                                  |
| Guyana                                  | Presidente                                                                                       | Donald Ramotar                                     |
| Haití                                   | Presidente Primer Ministro                                                                       | Michel Martelly Laurent Lamothe                    |
| Honduras                                | Presidente                                                                                       | Porfirio Lobo Sosa                                 |
| Irán                                    | Presidente                                                                                       | Mahmoud Ahmadinejad                                |
| Jamaica                                 | Primera ministra                                                                                 | Portia Simpson-Miller                              |
| México                                  | Presidente                                                                                       | Enrique Peña Nieto                                 |
| Nicaragua                               | Presidente                                                                                       | Daniel Ortega                                      |
| Panamá                                  | Presidente                                                                                       | Ricardo Martinelli                                 |
| Perú                                    | Presidente                                                                                       | Ollanta Humala                                     |
| San Cristóbal y Nieves                  | Primer Ministro                                                                                  | Denzil Douglas                                     |
| Santa Lucía                             | Primer Ministro                                                                                  | Kenny Anthony                                      |
| San Vicente y las Granadianas           | Primer Ministro                                                                                  | Ralph Gonsalves                                    |
| Surinam                                 | Presidente                                                                                       | Dési Bouterse                                      |
| Trinidad y Tobago                       | Primera ministra                                                                                 | Kamla Persad-Bissessar                             |
| Uruguay                                 | Presidente                                                                                       | José Mujica                                        |
| Representantes de Gobierno              |                                                                                                  |                                                    |
| República Popular China                 | Enviado Especial                                                                                 | Zhang Ping[cita requerida]                         |
| Santa Sede                              | Obispo de San Cristóbal                                                                          | Mario Moronta                                      |
| Colombia                                | Ministro de Relaciones exteriores Alcalde de Bogotá                                              | María Ángela Holguín Gustavo Petro                 |
| Ecuador                                 | Ministro de Relaciones exteriores Primera dama                                                   | Ricardo Patiño Anne Malherbe                       |
| España                                  | Príncipe Heredero                                                                                | Felipe, Príncipe de Asturias                       |
| Estados Unidos                          | Encargado de Negocios en Caracas Congressman                                                     | James M. Derham Gregory Meeks                      |
| Francia                                 | Ministro de Territorios de Ultramar de Francia                                                   | Victorin Lurel                                     |
| Guadalupe                               | Presidente del consejo regional de Guadalupe                                                     | Josette Borel-Lincertin                            |
| Guinea Ecuatorial                       | Primera dama                                                                                     | Constancia Mangue de Obiang                        |
| Granada                                 | Ministro de relaciones exteriores                                                                | Nicholas Steele                                    |
| Países bajos                            | Ministro de Estado                                                                               | Hans van den Broek                                 |
| India                                   | Ministro de Asuntos Comerciales                                                                  | Sachin Pilot                                       |
| Portugal                                | Ministro de Estado y Ministro de asuntos extranjeros                                             | Paulo Portas                                       |
| Rusia                                   | Ministro de Asuntos extranjeros Portavoz del Consejo de Estado Ministro de Industrias y Comercio | Serguéi Lavrov Valentina Matviyenko Denis Manturov |
| Nicaragua                               | Primera dama                                                                                     | Rosario Murillo                                    |
| Siria                                   | Ministro de asuntos de la Presidencia                                                            | Mansour Fadlallah Azzam                            |
| Turquía                                 | Vice Primer Ministro                                                                             | Beşir Atalay                                       |
| Uruguay                                 | Presidenta del Senado y primera dama                                                             | Lucía Topolansky                                   |
| Vietnam                                 | Vice Primer Ministro                                                                             | Hoang Trung Hai                                    |
| Chile                                   | Senador de la República de Chile                                                                 | Alejandro Navarro Brain                            |
| Dirigentes de Organismos Multilaterales |                                                                                                  |                                                    |
| Unión Europea                           | Jefe de la delegación en Caracas                                                                 | Antonio Cardoso Mota                               |
| Organización de Estados Americanos      | Secretario General                                                                               | José Miguel Insulza                                |
| Naciones Unidas                         | Secretario ejecutivo de ECLAC                                                                    | Alicia Bárcena Ibarra                              |
| Inter-American Development Bank         | Presidente                                                                                       | Luis Alberto Moreno                                |

## Repercusiones
La BBC citó por medio de varios analistas que su muerte «podría alterar el equilibrio» en contra de la llamada marea rosa, favoreciendo a «los países más centristas». También sugirió un posible «impacto económico», debido a que el país le vende petróleo a varias naciones sudamericanas a un costo relativamente económico, en comparación a los precios establecidos en el mercado.
El editor Christopher Sabatini de Americas Quarterly sugirió que el «mito Chávez» sobreviviría a sus logros.